# 榆次清真寺
榆次清真寺位于山西省晋中市榆次区北关，晋中市人民政府东侧，新华街（羊毫街）187号，建于1932年。该寺是榆次的第一家清真寺，现为榆次区伊斯兰教协会所在。

## 建筑
- 榆次清真寺的建筑为晋中一带常见的传统合院式，东西窄，南北长，东殿为正殿，南门为正门，临街，为宗教特色的建筑，门顶自右至左，书“清真寺”三字，上方有星月标志。

## 历史
- 榆次地区在民国前无伊斯兰教组织，也无清真寺，民国21年（1932年），天津清真寺职员杨鸿恩来榆次创立该寺，成员多由河北省等地迁来。[1]
- 上世纪80年代，南房曾遭火灾，建筑有所毁损，后经修复。
- 2014年，榆次羊毫街、砖窑街片区开始旧城改造，该寺在拆迁范围之列。
- 现规划将在砖窑街修建总建筑面积2000余平方米的新寺。